# Aava (Vorname)
Aava [ˈɑː.ʋɑ] ist ein weiblicher Vorname.

## Herkunft und Bedeutung
Beim Namen Aava handelt es sich um einen finnischen Namen, der entweder eine Variante zu Ava darstellt oder ein eigenständiger Name mit der Bedeutung „weit“, „offen“ ist.

## Verbreitung
Der Name Aava zählt in Finnland seit 2013 zu den 50 beliebtesten Mädchennamen. In den Jahren 2021 und 2023 belegte er in der Hitliste Rang 10.

## Namensträgerinnen
- Aava Merikanto (* 2004), finnische Schauspielerin